# Schweizer Volleyballnationalmannschaft der Frauen
Die Schweizer Volleyballnationalmannschaft der Frauen ist eine Auswahl der besten Schweizer Volleyball-Spielerinnen, die den Verband Swiss Volley bei internationalen Turnieren und Länderspielen repräsentiert.

## Geschichte
Die Schweizerinnen erreichten bei der Volleyball-Europameisterschaft 1967 den 13. Platz. Vier Jahre später wurden sie Zwölfter. Sie konnten sich noch nie für eine Volleyball-Weltmeisterschaft oder Olympische Spiele qualifizieren. Beim World Cup und beim World Grand Prix haben sie ebenfalls noch nicht mitgespielt.
Mit der Vergabe der Volleyball-Europameisterschaft der Frauen 2013 an die Schweiz und Deutschland war die Schweizer Nationalmannschaft als Veranstalter automatisch qualifiziert und kam somit zur dritten Europameisterschafts-Teilnahme, die sie auf dem 13. Platz beendete. Für die Europameisterschaft 2019 konnte sich die Nationalmannschaft qualifizieren und erreichte den 20. Platz. Ebenfalls 20. wurden sie bei der EM 2021-